# کهرا
کهرا (به استونیایی: Kehra) یکی از شهرهای کوچک شهرستان هاریو در شمال کشور استونی است. این شهرک در سال۲۰۱۳ میلادی ۲۷۵۶ نفر جمعیت داشته است.

## نگارخانه

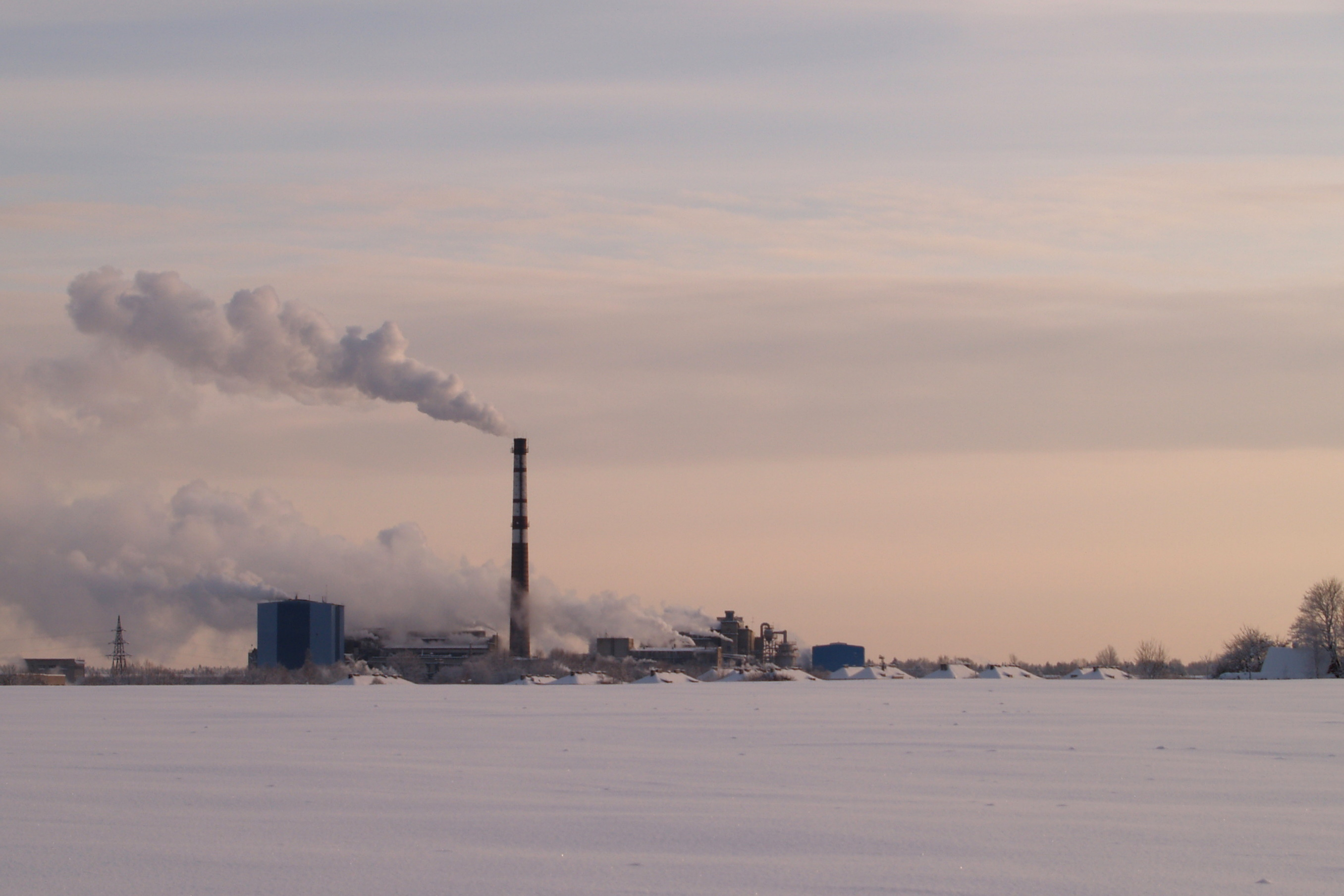
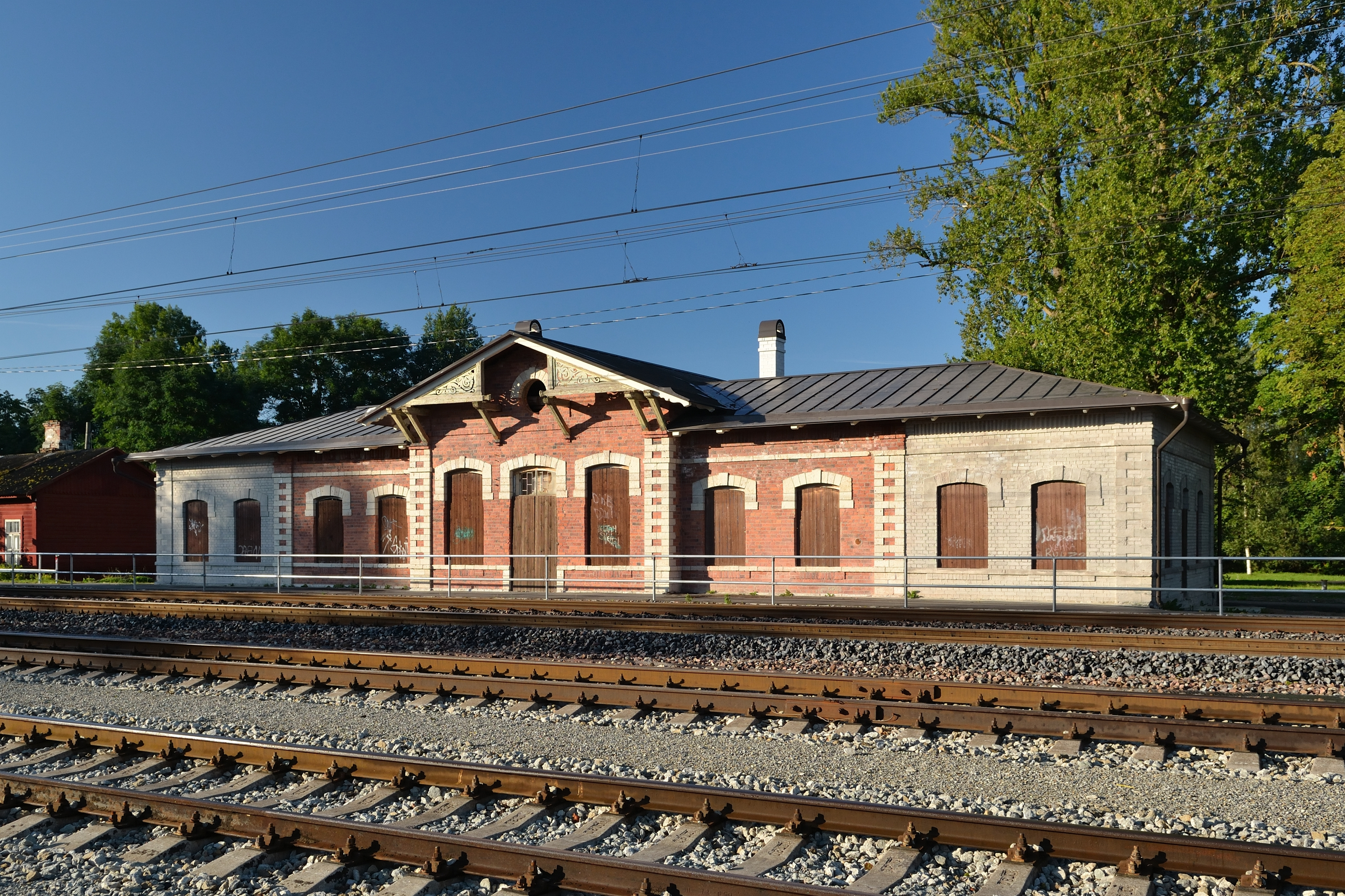
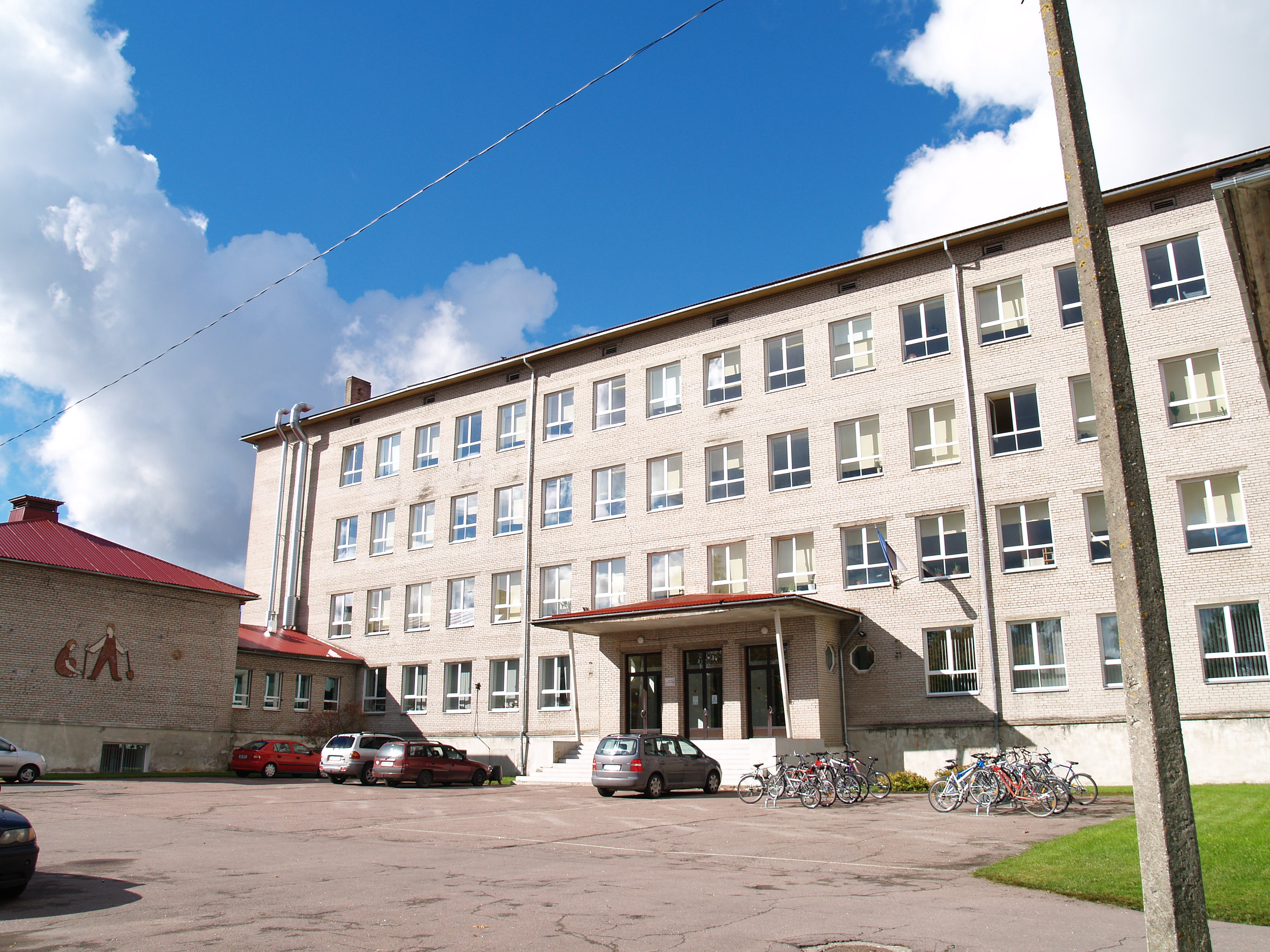
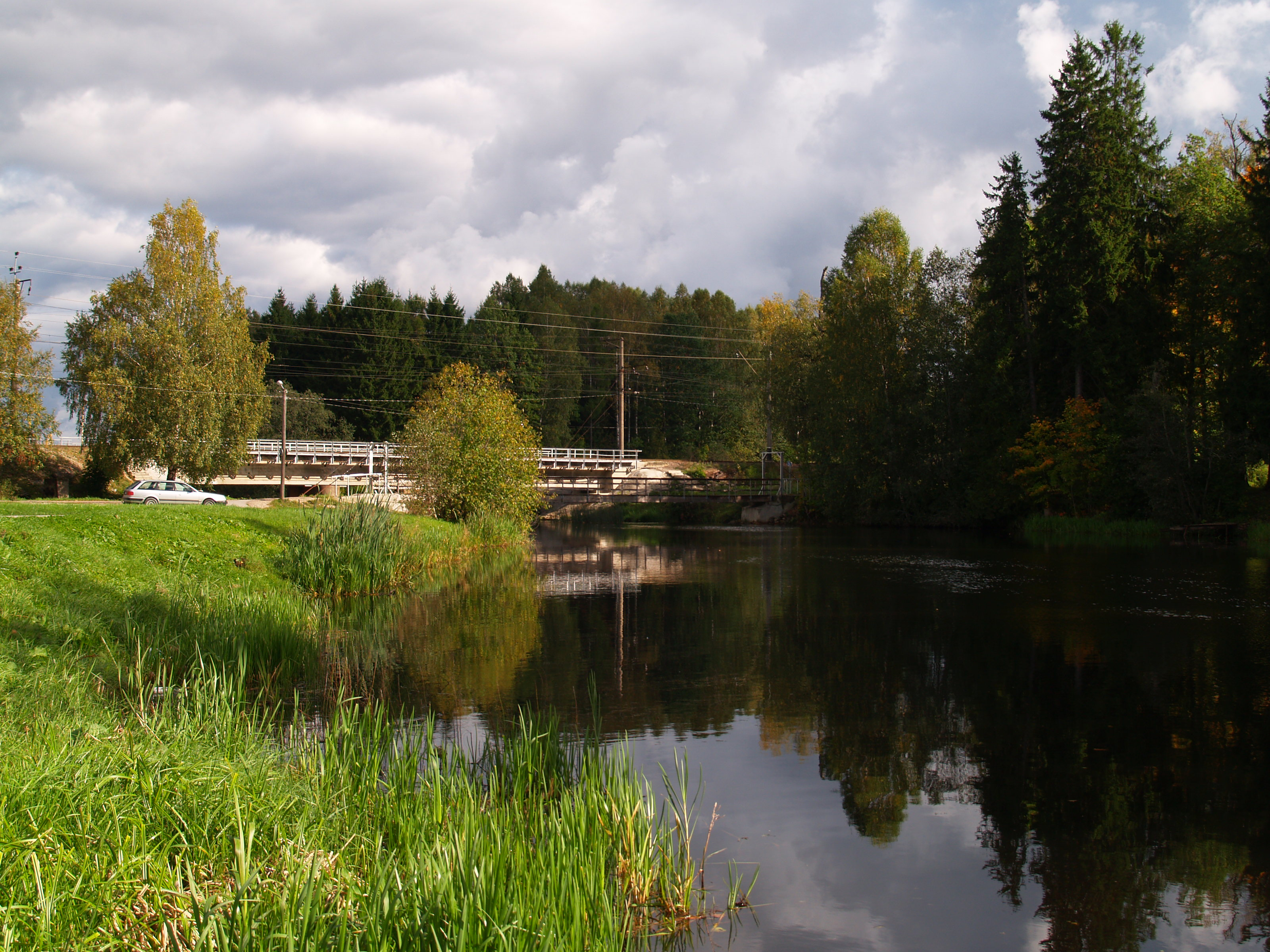